# Natació al Campionat del Món de natació de 2015 – 4 × 100 m lliures mixt
Els 4 × 100 m lliures mixt es va celebrar el 8 d'agost al Kazan Arena Stadium a Kazan.

## Rècords
Els rècords del món abans de començar la prova:
| Rècord del món       | Austràlia | 3:23,29      | Perth, Austràlia | 1 de febrer de 2014 |
| Rècord del campionat |           | No establert |                  |                     |

Durant el trascurs de la prova es van batre els següents rècords:
| Data      | Prova | País         | Nom                                                                                    | Temps   | Rècord |
| --------- | ----- | ------------ | -------------------------------------------------------------------------------------- | ------- | ------ |
| 8 d'agost | Final | Estats Units | Ryan Lochte (48,79) Nathan Adrian (47,29) Simone Manuel (53,66) Missy Franklin (53,31) | 3:23,05 | WR     |

## Resultats
Les sèries es van disputar a les 10:24.
   *   Classificats
| Posició | Sèrie | Carril | País                 | Nom | Temps     | Notes |
| ------- | ----- | ------ | -------------------- | --- | --------- | ----- |
| 1       | 3     | 3      | Estats Units         | Conor Dwyer (49,47) Ryan Lochte (48,43) Margo Geer (53,12) Abbey Weitzeil (53,49)                          | 3:24,51   | Q, AM |
| 2       | 4     | 4      | Rússia               | Andrey Grechin (49,21) Nikita Lobintsev (47,97) Veronika Popova (54,00) Nataliya Lovtsova (54,05)          | 3:25,23   | Q     |
| 3       | 3     | 5      | Itàlia               | Luca Dotto (49,30) Filippo Magnini (48,60) Federica Pellegrini (54,35) Erika Ferraioli (53,98)             | 3:26,23   | Q     |
| 4       | 3     | 4      | Suècia               | Christoffer Carlsen (49,78) Simon Sjödin (49,70) Michelle Coleman (53,35) Louise Hansson (53,77)           | 3:26,60   | Q     |
| 5       | 3     | 0      | Països Baixos        | Sebastiaan Verschuren (49,49) Kyle Stolk (49,44) Marrit Steenbergen (55,29) Femke Heemskerk (52,69)        | 3:26,91   | Q, NR |
| 6       | 2     | 7      | R.P. de la Xina      | Yu Hexin (49,82) Lin Yongqing (49,29) Qiu Yuhan (53,87) Tang Yuting (54,73)                                | 3:27,71   | Q     |
| 7       | 2     | 4      | Canadà               | Yuri Kisil (49,36) Karl Krug (49,20) Sandrine Mainville (54,22) Victoria Poon (54,97)                      | 3:27,75   | Q     |
| 7       | 2     | 5      | Brasil               | Matheus Santana (49,82) Marcelo Chierighini (48,43) Larissa Oliveira (54,89) Daynara de Paula (54,61)      | 3:27,75   | Q, SA |
| 9       | 4     | 2      | França               | Lorys Bourelly (49,94) Clément Mignon (48,20) Cloé Hache (55,33) Margaux Fabre (54,82)                     | 3:28,29   |       |
| 10      | 2     | 1      | Japó                 | Yuki Kobori (49,69) Naito Ehara (49,90) Rikako Ikee (54,31) Misaki Yamaguchi (54,64)                       | 3:28,54   |       |
| 11      | 3     | 8      | Alemanya             | Christoph Fildebrandt (49,08) Marco di Carli (48,93) Alexandra Wenk (55,03) Marlene Hüther (55,95)         | 3:28,99   | NR    |
| 12      | 3     | 2      | Turquia              | Doğa Çelik (50,30) Kemal Arda Gürdal (49,23) Ekaterina Avramova (56,21) Gizem Bozkurt (57,37)              | 3:33,11   |       |
| 13      | 4     | 7      | Singapur             | Yeo Kai Quan (51,43) Amanda Lim (57,68) Quah Ting Wen (56,08) Quah Zheng Wen (49,39)                       | 3:34,58   |       |
| 14      | 1     | 5      | Suïssa               | Lukas Räuftlin (51,25) Jean-Baptiste Febo (50,76) Noemi Girardet (56,70) Maria Ugolkova (56,01)            | 3:34,72   |       |
| 15      | 4     | 1      | Luxemburg            | Julien Henx (50,99) Pit Brandenburger (50,85) Julie Meynen (55,51) Monique Olivier (57,84)                 | 3:35,19   |       |
| 16      | 2     | 2      | Sèrbia               | Andrej Barna (51,21) Uroš Nikolić (50,24) Miroslava Najdanovski (57,98) Anja Crevar (59,23)                | 3:38,66   |       |
| 17      | 4     | 6      | Independents         | Matthew Abeysinghe (51,47) Machiko Raheem (59,94) Cherantha de Silva (52,60) Kimiko Raheem (58,93)         | 3:42,94   |       |
| 18      | 4     | 8      | República Dominicana | Jhonny Peréz (52,85) Arianna Sanna (59,04) Dorian McMenemy (58,98) Jean Luis Gómez (52,98)                 | 3:43,85   |       |
| 19      | 1     | 4      | Costa Rica           | Marie Meza (59,09) Esteban Araya (54,55) Helena Moreno (1:00,10) Mario Montoya (52,42)                     | 3:46,16   |       |
| 20      | 4     | 5      | Bolívia              | Andrew Rutherfurd (52,37) Maria José Ribera (1:01,73) Karen Torrez (57,96) Aldo Castillo (54,40)           | 3:46,46   |       |
| 21      | 2     | 6      | Jordània             | Khader Baqlah (51,81) Mohammed Bedour (53,73) Rahaf Baqleh (1:02,21) Talita Baqlah (59,59)                 | 3:47,34   |       |
| 22      | 2     | 8      | Moçambic             | Denílson da Costa (55,03) Jannah Sonnenschein (1:00,94) Jessika Cossa (59,86) Igor Mogne (51,77)           | 3:47,60   |       |
| 23      | 4     | 3      | Macau                | Chao Man Hou (52,92) Long Chi Wai (1:01,63) Ngou Pok Man (53,28) Lei On Kei (1:00,97)                      | 3:48,80   |       |
| 24      | 2     | 3      | Kenya                | Emily Muteti (1:01,03) Hamdan Bayusuf (56,38) Talisa Lanoe (1:01,96) Issa Mohamed (53,49)                  | 3:52,86   |       |
| 25      | 3     | 6      | Armènia              | Vahan Mkhitaryan (53,85) Monika Vasilyan (1:03,33) Ani Poghosyan (1:01,29) Vladimir Mamikonyan (54,49)     | 3:52,96   |       |
| 26      | 3     | 9      | Mongòlia             | Yesui Bayar (1:11,46) Batsaikhan Dulguun (55,65) Enkhkhuslen Batbayar (1:05,69) Delgerkhuu Myagmar (56,05) | 4:08,85   |       |
| 27      | 2     | 0      | Tadjikistan          | Anastasiya Tyurina (59,88) Karina Klimyk (1:05,82) Olim Kurbanov (1:11,96) Ramziyor Khorkashov (DSQ)       | 9:99,99 ! | DSQ   |
| 27      | 4     | 0      | Papua Nova Guinea    | Ryan Pini (50,86) Tegan McCarthy (1:06,05) Barbara Vali-Skelton (1:04,02) Sam Seghers (DSQ)                | 9:99,99 ! | DSQ   |
| 27      | 1     | 3      | Albània              | | 9:99,99 ! | DNS   |
| 27      | 3     | 1      | Austràlia            | | 9:99,99 ! | DNS   |
| 27      | 3     | 7      | Mèxic                | | 9:99,99 ! | DNS   |

### Final
La final es va disputar el 8 d'Agost a les 19:17.

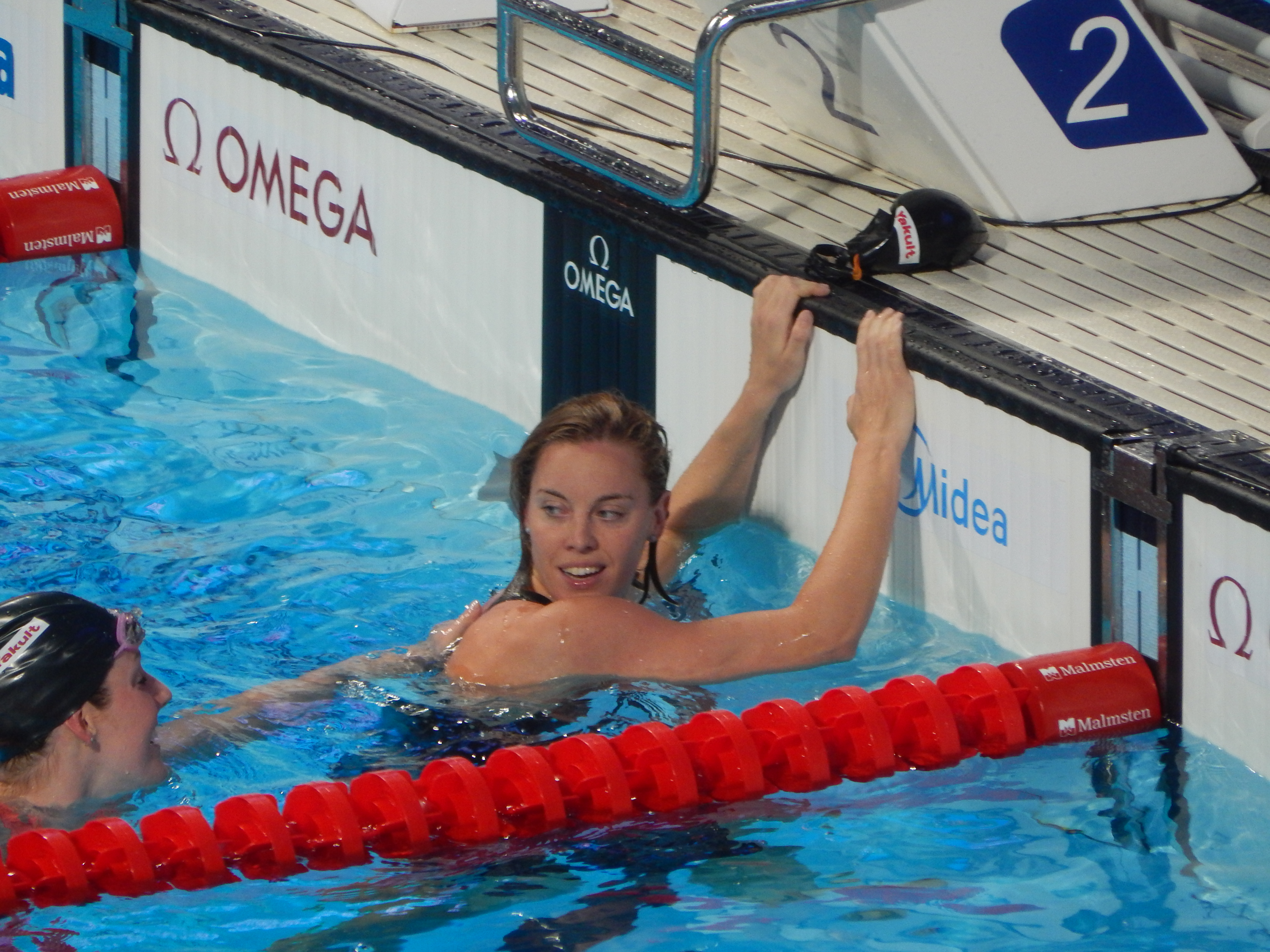
Femke Heemskerk al acabar la prova

| Posició | Carril | País            | Nedadors                                                                                               | Temps   | Notes |
| ------- | ------ | --------------- | --- | ------- | ----- |
| 1       | 4      | Estats Units    | Ryan Lochte (48,79) Nathan Adrian (47,29) Simone Manuel (53,66) Missy Franklin (53,31)                 | 3:23,05 | WR    |
| 2       | 2      | Països Baixos   | Sebastiaan Verschuren (48,74) Joost Reijns (49,09) Ranomi Kromowidjojo (52,48) Femke Heemskerk (52,79) | 3:23,10 | EU    |
| 3       | 1      | Canadà          | Santo Condorelli (48,19) Yuri Kisil (48,25) Chantal van Landeghem (53,60) Sandrine Mainville (53,55)   | 3:23,59 |       |
| 4       | 5      | Rússia          | Vladimir Morozov (48,27) Alexandr Sukhorukov (47,74) Veronika Popova (53,72) Nataliya Lovtsova (54,48) | 3:24,21 |       |
| 5       | 3      | Itàlia          | Marco Orsi (48,70) Filippo Magnini (48,19) Federica Pellegrini (54,26) Erika Ferraioli (54,11)         | 3:25,26 |       |
| 6       | 8      | Brasil          | Matheus Santana (48,96) Bruno Fratus (47,83) Larissa Oliveira (54,15) Daynara de Paula (54,64)         | 3:25,58 | SA    |
| 7       | 7      | R.P. de la Xina | Yu Hexin (49,70) Lin Yongqing (49,06) Qiu Yuhan (53,83) Tang Yuting (54,35)                            | 3:26,94 |       |
| 8       | 6      | Suècia          | Christoffer Carlsen (50,03) Simon Sjödin (49,67) Michelle Coleman (53,41) Louise Hansson (53,98)       | 3:27,09 |       |